# Jean-René de Chappedelaine
Pour les articles homonymes, voir Chappedelaine.
Vicomte Jean-René de Chappedelaine, seigneur de l'Île et du Buleu, né le 23 avril 1766 à Mayenne et décédé le 17 février 1830 à Grazay, est un militaire et un contre-révolutionnaire français.
Il n'est pas à confondre avec le Comte Jean-Baptiste-Marc de Chappedelaine de Boslan, né en 1743, lui aussi Chevalier de l'Ordre de Saint-Louis.

## Biographie

### Origine
La famille de Chappedelaine est une famille noble d'origine normande, amenée en Mayenne par l'alliance de Pierre de Chappedelaine, sieur de l'Oraille, avec l'héritière de la terre de l'Île, en Brecé. Elle posséda depuis, à divers titres, Hémenard, la Tannière, le Tertre d'Olivet, la Cour de Grazay, Buleu, etc.
Jean-René de Chappedelaine, est le fils de Jean de Chappedelaine, écuyer et de Marie-Renée de Bazogers. Son frère aîné, Anne-Charles était lieutenant-colonel de cavalerie, et demeurait au Mesnil-Soleil, près de Falaise, 1821.
Jean-René de Chappedelaine avait épousé Marguerite Louis, probablement à Paris. Le couple a eu trois enfants. Les Chappedelaine de l'Ile, représentés vers 1850 par un officier de cavalerie au 8e régiment de cuirassiers et par un Consul de France en Angleterre, comptent encore un Consul de France en Orient (1895).

### Carrière militaire
Il fut destiné à l'Armée. Entré jeune, comme Page de la comtesse d'Artois le 18 novembre 1778. Il est troisième sous-lieutenant en pied sans appointements au Régiment Barrois-Infanterie le 14 février 1782. Il quitta ce corps en 1787.

### Révolution française
Il émigra en 1791. Attaché au parti de l'émigration, il servit dans  l'Armée des émigrés, où il fut admis dans la 2e compagnie noble d'ordonnance, dite des Mousquetaires avec laquelle il fit la campagne de 1792. Passé en Angleterre en 1793, il fait partie du corps d'Alençon, formé à Guernesey en 1794.
Il suivit le comte d'Artois lors de l'Expédition de l'île d'Yeu en 1795. Il passa en Bretagne sous les ordres de Joseph de Puisaye, où il organisa, et prit le commandement du corps des Chevaliers catholiques. Il reçut à cette époque le brevet de colonel de cavalerie et la croix de l'Ordre de Saint-Louis le 15 juin 1796.
Après la pacification de 1796, il resta caché dans le pays, fut arrêté aux environs de Vitré, traîné de prisons en prisons, déporté par ordre du général Lazare Hoche en Angleterre. Il fut envoyé à Jersey. Il est rentré en France six mois après, en 1797, avec MM. de Châtillon, René-Jean de Botherel du Plessis et de la Jaille.

### Les insurrections royalistes de 1798-1800
Après le Coup d'État du 18 fructidor an V, il se cacha de nouveau à Paris. A la reprise des hostilités, il se rendit en Normandie, et, n'y trouvant point de quoi former un parti, il revint en 1799 offrir ses services au Comte Louis Auguste Victor de Ghaisne de Bourmont, commandant de l'Armée catholique et royale du Maine, qui le nomma adjudant général. Il fut chef de la division de Château-Vallière; puis commandant du pays situé à l'extrémité de la Sarthe, jusqu'au Blaisois, au Vendômois, et d'une partie du Perche.
Il forma dans son arrondissement une troupe assez considérable d'infanterie et de cavalerie. Sa division, la mieux disciplinée, et l'une des mieux tenues, prit part à tous les combats qui eurent lieu dans cette région, à savoir, à la prise de Baugé, de Château-du-Loir, de Château-la-Vallière, du Lude; réunie à celle de la Poterie et de Chatelain. Claude-Augustin de Tercier le fit reconnaître en cette qualité dans l'Arrondissement de la Flèche.
Le 24 janvier 1800, alors que la plupart des royalistes avaient désarmé, il engagea encore à Foulletourte (Sarthe) sur la route de la Flèche au Mans, contre la 30e demi-brigade d'infanterie légère, un combat. Les républicains furent entièrement défaits, et forcés de retourner au Mans, d'où ils étaient partis le matin, laissant leur bagage et leur caisse militaire au pouvoir des royalistes. Cette affaire fit beaucoup d'effet dans le pays.

### LeXIXesiècle
Pendant la suspension d'armes, Chappedelaine établit son quartier général au Château du Lude.
Lors de la pacification de 1800, il déposa les armes, fut amnistié, et vint demeurer à Paris. Réfractaire à toutes les avances de l'Empereur, inquiété par le Premier Empire, il s'exila à Ratisbonne en 1805, puis rentra en France. Il sollicita alors du gouvernement impérial les moyens d'existence qui lui faisaient défaut, n'ayant plus de fortune. Il obtint le 18 avril 1807, le titre de Chef du dépôt d'étalon crée dans les haras du Château de Craon ; il occupa cette fonction jusqu'au 1er janvier 1816. Désigné comme un des grands notables du Premier Empire du département de la Mayenne, il s'attache alors à servir le gouvernement impérial dans des missions de police secrète. On le voit encore en 1813 rassurer le Ministère de la Police sur la faible audience que rencontrent les déserteurs chez les paysans. La Statistique de l'Arrondissement de Mayenne (1809) lui attribue 6 000 francs de revenus et indique qu'il avait épousé une demoiselle de Nos, ayant son douaire dans le calvados.
Après le retour du roi en 1816, il se retrouva à côté du Comte Louis Auguste Victor de Ghaisne de Bourmont pendant les Cent-Jours. Il obtint le brevet de maréchal de camp sous la Seconde Restauration le 1er janvier 1816. Il sollicita avec l'appui des députés du département de la Mayenne, et de plusieurs anciens officiers des armées royales de l'Ouest, le commandement du département de la Mayenne, en succession du Vicomte Louis Hippolyte Joseph de Maurès de Malartic, appelé ailleurs.

### Ultraroyaliste
Ses opinions ultraroyalistes le firent arrêter en 1818, comme un des membres le plus en vue du prétendu complot de Simon Canuel, dit Conspiration du bord de l'eau, un complot contre Louis XVIII. Cette conspiration est évoquée largement dans le volume LVIII de l'Ambigu, édité à Londres en 1818, par Jean-Gabriel Peltier. Mais, après une ordonnance de non-lieu, il fut relâché le 3 novembre 1818. Quoique l'un de ses biographes le fasse mourir le 3 juin 1819, il vivait toujours sur sa terre de la Cour de Grazay en 1825. Le sous-préfet de Mayenne écrivait alors au préfet : sa réputation est peu avantageuse... on plaint sa mère modèle de bienfaisance et de vertu... Il est étranger depuis longtemps à la Mayenne.
Mis en disponibilité le 1er avril 1820, il fut nommé maire de Grazay en 1821 à la demande du curé qui estimait que nommer l'ancien seigneur de l'endroit...c'est couper par la racine l'esprit toujours actif de la Révolution.
Il avait été nommé par erreur officier de la Légion d'Honneur le 23 mai 1825, mais l'ordonnance fut rapportée. Il est fait Chevalier de la Légion d'Honneur le 29 octobre 1826.

## Possessions
Il possédait à Grazay maisons, cours, boulangerie, écuries, pressoirs, jardins, charmilles et coteau, appelés de la Cour, ainsi que deux métairies, une closerie, et un moulin avec maison, ainsi qu'une métairie et des prés, champs et landes à Marcillé-la-Ville (Manoir du Buleu).

## Roman
« 'M. de Chevalaine, à qui la révolution n'avait enlevé, à vrai dire, que quelques droits féodaux, était de bonne foi lorsqu'il accusait Louis XVIII d'ingratitude pour ne pas l'avoir dédommagé du silence prudent qu'il avait gardé sous la république et sous l'empire; et lorsque, dans une visite qu'il fit à son neveu et à sa nièce, il trouva un homme qui avait les mêmes griefs que lui, il ne fut pas des moins ardents à croire aux mensonges de M. d'Astorg, à leur donner crédit, à les appuyer de son propre exemple.. Frédéric Soulié, Huit jours au château. 1844. »
La rivalité d'une maîtresse et d'une femme d'un Chappedelaine semble à l'origine d'un roman de Frédéric Soulié, qui a consigné, dit-on, cette histoire dans son roman : Huit jours au Château. Il a placé dans la demeure du Buleu et dans ce lieu encadré dans un paysage montagneux de bois et de bruyères le théâtre de ce roman : Huit jours au château. Pour le docteur Morisset, Frédéric Soulié évoque la vie aventureuse de Jean-René de Chappedelaine:
« Nous n'avons rien à ajouter à ce récit, sinon qu'il est de la plus exacte vérité et qu'il y a assurément beaucoup de nos secteurs qui en connaissent les principaux personnages, seulement nous avons changé les dates. Fin du roman, Huit jours au château. 1844. »
.

## Sources principales
- Michaud, Biographie des hommes vivants ou histoire par ordre alphabétique de la vie publique de tous les hommes qui se sont fait remarquer par leurs actions ou leurs écrits, par une société de gens de lettres et de savants, Michaud, 1817 (lire en ligne), p. 494
- Huit jours au château, roman, 1843-1844. Texte en ligne : En un seul volume Bruxelles, Meline, 1842, sur archive.org. Édition originale sous le titre les Mystères de province Paris, Souverain, 1843, sur ÖNG, volume 1, 2, 3, 4, 5.
- « Jean-René de Chappedelaine », dans Alphonse-Victor Angot et Ferdinand Gaugain, Dictionnaire historique, topographique et biographique de la Mayenne, Laval, A. Goupil, 1900-1910 [détail des éditions] (BNF 34106789, présentation en ligne), t. I, p. 259. Article Chappedelaine
- François Dornic, Grands notables du Premier Empire : Mayenne, Editions du CNRS, 1986.
- Bernard Sonneck, Les Décorés de la Légion d'honneur de la Mayenne, Éditions Régionales de l'Ouest, 2007, volume 1, p. 221

### Sources partielles utilisées
- Charles Pointeau, notes manuscrites
- Chartrier d'Hemenard.
- Registre paroissial de Brécé, de Mayenne, de Grazay.
- Affiches de la Sarthe, 1825.
- Chambois, Recherches de 1666.
- Archives départementales de Maine-et-Loire, E. 2 303.
- Célestin Port, Dictionnaire de Maine-et-Loire, t. III, p. 44.
- Léon de La Sicotière, Vie de Louis de Frotté.
- Mémoires du général de Tercier.
- La Vendée militaire, 2e édition
- Archives départementales de la Sarthe, B. 1 208.
- Mémoires du Colonel de Pontbriand, p. 262, 537.
- Base Léonore, dossier Voir en ligne
- R. d'Amat, Dictionnaire de biographie française, Tome VIII, p. 434.
- Biessy, tome II, p. 26.
- Archives départementales de la Mayenne, 162 Q 18. (déclaration de succession du 6 août 1830
- Hubert La Marle, Dictionnaire des Chouans de la Mayenne, Éditions régionales de l'Ouest, Mayenne, 2005., p. 47.